# Edwardstone
Edwardstone est un village et une paroisse civile du district de Babergh, dans le Suffolk en Angleterre.

## Vue d'ensemble
Le village est situé à 22,8 kilomètres d’Ipswich. 
Sa population est de 352 habitants (2011). 
Dans le Domesday Book en 1086, il est cité sous le nom de Eduardestuna.
La localité est également composée des hameaux  de Mill Green, Priory Green, Round Maple, Sherbourne Street et d'Edwardstone Woods (en), un site d'intérêt scientifique particulier (SSSI).

## Résidents notables
- John Winthrop, (1587/88-1649), puritain, homme de loi, un des fondateurs de la Massachusetts Bay Colony.